# خط ویکتوریا
خط ویکتوریا (انگلیسی: Victoria line) یکی از خطوط متروی لندن است.
این خط که در سال ۱۹۶۸ میلادی راه‌اندازی شده، دارای ۱۶ ایستگاه می‌باشد و طول آن ۲۱ کیلومتر است.

## ایستگاه‌ها
| ایستگاه                                      | تصویر | راه‌اندازی       | اطلاعات اضافی | موقعیت                                                        |
| -------------------------------------------- | ----- | --------------- | --- | ------------------------------------------------------------- |
| ایستگاه والتامستو سنترال                     |       | ۱۸۷۰            | - Victoria line service began on ۱ سپتامبر ۱۹۶۸ - Connects with the London Overground | ۵۱°۳۴′۵۹″ شمالی ۰۰۰°۰۱′۱۱″ غربی / ۵۱٫۵۸۳۰۶°شمالی ۰٫۰۱۹۷۲°غربی |
| ایستگاه بلکهورس رود                          |       | ۱۹ ژوئیه ۱۸۹۴   | - Current station opened ۱ سپتامبر ۱۹۶۸ - Connects with the London Overground | ۵۱°۳۵′۱۳″ شمالی ۰۰۰°۰۲′۲۹″ غربی / ۵۱٫۵۸۶۹۴°شمالی ۰٫۰۴۱۳۹°غربی |
| ایستگاه تاتنهام هیل                          |       | ۱۵ سپتامبر ۱۸۴۰ | - Opened as Tottenham, renamed and beginning of Victoria line ۱ سپتامبر ۱۹۶۸ - Connects with mainline services | ۵۱°۳۵′۱۸″ شمالی ۰۰۰°۰۳′۳۵″ غربی / ۵۱٫۵۸۸۳۳°شمالی ۰٫۰۵۹۷۲°غربی |
| ایستگاه سون سیسترز                           |       | ۲۲ ژوئیه ۱۸۷۲   | - Victoria line service began on ۱ سپتامبر ۱۹۶۸ - Connects with London Overground and mainline services | ۵۱°۳۴′۵۶″ شمالی ۰۰۰°۰۴′۳۱″ غربی / ۵۱٫۵۸۲۲۲°شمالی ۰٫۰۷۵۲۸°غربی |
| ایستگاه فینزبوری پارک                        |       | ۱ ژوئیه ۱۸۶۱    | - Opened as Seven Sisters Road (Holloway), renamed 15 November 1869, Victoria line service began on ۱ سپتامبر ۱۹۶۸ - Cross-Platform interchange with Piccadilly line and connections with mainline services                         | ۵۱°۳۳′۵۳″ شمالی ۰۰۰°۰۶′۲۳″ غربی / ۵۱٫۵۶۴۷۲°شمالی ۰٫۱۰۶۳۹°غربی |
| ایستگاه هایبوری و ایزلینگتون                 |       | ۱۸۷۲            | - Victoria line service began on ۱ سپتامبر ۱۹۶۸ - Cross-Platform interchange with Great Northern trains to Welwyn Garden City. Connects with the London Overground                                                                  | ۵۱°۳۲′۴۵″ شمالی ۰۰۰°۰۶′۱۸″ غربی / ۵۱٫۵۴۵۸۳°شمالی ۰٫۱۰۵۰۰°غربی |
| ایستگاه متروی کینگز کراس سنت پنکراس          |       | ۱۸۶۳            | - Victoria line service began on ۱ دسامبر ۱۹۶۸ - Connects with the Northern (Bank Branch), Piccadilly, Circle, Metropolitan and Hammersmith and City lines and mainline trains                                                      | ۵۱°۳۱′۴۹″ شمالی ۰۰۰°۰۷′۲۷″ غربی / ۵۱٫۵۳۰۲۸°شمالی ۰٫۱۲۴۱۷°غربی |
| ایستگاه متروی یوستون                         |       | ۱۲ مه ۱۹۰۷      | - Victoria line service began on ۱ دسامبر ۱۹۶۸ - Cross-Platform interchange with the City Branch of the Northern line. - Connects with the Overground, the Bank and Charing Cross branches of the Northern line and mainline trains | ۵۱°۳۱′۴۲″ شمالی ۰۰۰°۰۷′۵۹″ غربی / ۵۱٫۵۲۸۳۳°شمالی ۰٫۱۳۳۰۶°غربی |
| ایستگاه متروی خیابان وارن                    |       | ۲۲ ژوئن ۱۹۰۷    | - Victoria line service began on ۱ دسامبر ۱۹۶۸ - Connects with Northern line (Charing Cross branch) | ۵۱°۳۱′۲۹″ شمالی ۰۰۰°۰۸′۱۸″ غربی / ۵۱٫۵۲۴۷۲°شمالی ۰٫۱۳۸۳۳°غربی |
| ایستگاه متروی آکسفورد سیرکوس                 |       | ۳۰ ژوئیه ۱۹۰۰   | - Victoria line service began on ۷ مارس ۱۹۶۹ - Cross-Platform interchange with the Bakerloo line - Connects with Central line | ۵۱°۳۰′۵۵″ شمالی ۰۰۰°۰۸′۳۰″ غربی / ۵۱٫۵۱۵۲۸°شمالی ۰٫۱۴۱۶۷°غربی |
| ایستگاه متروی گرین پارک                      |       | ۱۵ دسامبر ۱۹۰۶  | - Victoria line service began on ۷ مارس ۱۹۶۹ - Connects with Piccadilly and Jubilee lines | ۵۱°۳۰′۲۴″ شمالی ۰۰۰°۰۸′۳۴″ غربی / ۵۱٫۵۰۶۶۷°شمالی ۰٫۱۴۲۷۸°غربی |
| ایستگاه ویکتوریا ( Trains to فرودگاه گاتویک) |       | ۱ اکتبر ۱۸۶۰    | - Victoria line service began on ۷ مارس ۱۹۶۹ - Connects with the Circle and District lines, and mainline trains | ۵۱°۲۹′۴۸″ شمالی ۰۰۰°۰۸′۴۱″ غربی / ۵۱٫۴۹۶۶۷°شمالی ۰٫۱۴۴۷۲°غربی |
| ایستگاه متروی پیملیکو                        |       | ۱۴ سپتامبر ۱۹۷۲ | | ۵۱°۲۹′۲۲″ شمالی ۰۰۰°۰۸′۰۰″ غربی / ۵۱٫۴۸۹۴۴°شمالی ۰٫۱۳۳۳۳°غربی |
| ایستگاه ووکسال                               |       | ۱۱ ژوئیه ۱۸۴۸   | - Victoria line service began on 2۳ ژوئیه ۱۹۷۱ - Connects with mainline trains, and riverboat services | ۵۱°۲۹′۰۷″ شمالی ۰۰۰°۰۷′۲۲″ غربی / ۵۱٫۴۸۵۲۸°شمالی ۰٫۱۲۲۷۸°غربی |
| ایستگاه متروی استوکول                        |       | ۴ نوامبر ۱۸۹۰   | - Victoria line service began on 2۳ ژوئیه ۱۹۷۱ - Cross-platform interchange with the Northern line (Morden branch) | ۵۱°۲۸′۲۱″ شمالی ۰۰۰°۰۷′۲۰″ غربی / ۵۱٫۴۷۲۵۰°شمالی ۰٫۱۲۲۲۲°غربی |
| ایستگاه متروی بریکستون                       |       | ۲۳ ژوئیه ۱۹۷۱   | - Connects with mainline trains within 100 metres' walking distance. | ۵۱°۲۷′۴۵″ شمالی ۰۰۰°۰۶′۵۴″ غربی / ۵۱٫۴۶۲۵۰°شمالی ۰٫۱۱۵۰۰°غربی |